# Lineage II
Lineage II je počítačové fantasy MMORPG vytvořené korejskou společností NCsoft. Jedná se o pokračování hry Lineage.

## Základní charakteristika
Hráč si vytvoří vlastní postavu – charakter, s níž se pohybuje v prostředí virtuálního světa Aden a Elmore ve středověkém až fantasy stylu. Může si vybrat z šesti ras: člověk, elf, temný elf, ork, trpaslík a Kamael (kombinace lidí a andělů vybavená jedním křídlem). Postavě také vybere povolání v rozmezí od bojovníka po čaroděje. Výjimkou je trpaslík a Kamael, který můžu mít pouze povolání typu bojovníka. Avšak trpaslík má jiné výhody oproti ostatním (získávání – spoil věcí, a craft – jejich výroba). Hráč může se svým hrdinou prozkoumávat svět Aden, bojovat s různými monstry, dobývat pevnosti a plnit úkoly. Tyto činnosti může provádět sám nebo ve spolupráci s jinými hráči, tato spolupráce může být někdy nutná k porážce obzvláště silných nepřátel (tzv. raid bossové). Při tom všem hrdina získává nové schopnosti, zkušenostní body a různé předměty, rovněž je mu umožněn přístup do dalších lokací hry. Také po dosáhnutí další úrovně (levelu) dostává hráč různé nové schopnosti (skills). Pro hráče je důležité si vybrat povolání, to se vybírá pomocí přestupových questů (ukolů), jež dostane po dosáhnutí 20., 40. a 76. úrovně.
Mimo získávání zkušeností (exp) a skill points (sp) zabíjením monster je podstatnou součástí hry PvP (player vs. player) a PK (player kill/er) systém a clan wars. Jde tedy o soupeření mezi hráči o hrady, pevnosti (v Interlude) a také o preciznost, respekt a další…

### Enhancements/vylepšování
Hráč může díky svitkům, elementálním kamenům, soul crystalům, life stonům či díky famu(slávě) vylepšovat své zbraně nebo brnění.
- svitky – enchant scrolls: svitky, které zvyšují sílu brnění, nebo zbraně (p.def/p.atk). U brnění platí, že pokud jsou všechny setové části očarovány (naenchantujeme) na +6 a více, hráč dostane speciální bonus. Zbraně které jsou očarovány na +4 začínají svítit, čím více zbraň očarujeme tím více svítí a vyšší má sílu útoku a u +16 začíná svítit červeně.(kupříkladu +16 C grade zbraň je decentně silnější, než S grade +3) bezpečně jde věci očarovat do +3. Pokud předmět očarováváme na +4 a více může se rozpadnout na krystaly podle třídy předmětu (D grade brnění = D grade krystaly). výjimkou jsou brnění, která jsou kompletem horní/spodní část, tyto lze očarovat bezpečně do +4. Existují také blessed svitky, které zaručí, že se předmět nerozpadne na krystaly, pouze se vrátí na původních +0.
- Elementální kameny – kameny, díky kterým můžeme zvýšit svou obranu proti různým elementům, nebo zvýšit jejich útok. Kameny se dají získat s elementem: vody (water), ohně (fire), země (earth), větru (wind), temné (dark), svaté (holy) .. při použití do zbraně zvýšíte útok v tom jistému elementu, v brnění pak sílu obrany opačného elementu, co je v použitém kamenu(např. kámen země zvýší odolnost vůči větru, nebo přidá zemní útok do zbraně). Dají se používat jen u S,S80 a S84 grade
- Soul crystaly – krystaly, které můžete u kováře zakovat do zbraně. Tím jim přidáte speciální vlastnost (např. rychlost útoku, sílu magického útoku, úhybnost hráče apod.). Navíc se vám zvýší síla útoku v PvP (hráč proti hráči).
- Life stony – kameny, které se dají přidat do zbraně u kováře. je jich několik druhů: Life stone, Mid-Grade Life stone, Hight Grade-Life stone, Top-Grade Lifestone. Čím vyšší třída(grade) kamene, tím vyšší šance, že do zbraně dostanete Aktivní skill (například léčitel pak může mít díky zbrani útočná kouzla apod.). Jinak jsou efekty, které se na zbrani objeví, náhodné. Při použití Top-Grade lifestonu se zbraň navíc rozzáří a "zelektrizuje".
- Fame (sláva) – získáváte při obléhání pevností, nebo při bojích o hrad. Za tento Fame, pak můžete své zbrani nebo zbroji přidat další vlastnosti, které se ovšem započítávají jen v boji proti jiným hráčům (např. snížení obdrženého poškození v pvp u zbrojí, nebo zvýšená rychlost útoku u zbraní)
- Foundation věci ... tyto věci se dají získat pouze pokud si je sami vyrobíte (u hráče trpaslíka), nebo koupíte u jiného hráče. Jsou úplně stejné jako ty obyčejné, akorát přidávají, obvykle několik, vlastností navíc(úhybnost, počet životů atd.)

## Verzování a rozšiřování
Hra je postupně rozšiřována a upravována pomocí souhrnných updatů, jejichž názvy jsou odvozeny od scénáře, kterým se herní svět ubírá. Prvním byla beta verze nazvaná The Chaotic Chronicle: Prelude. Aktuální verzí potom je Lineage 2 Goddess of Destruction'. Všechny tyto updaty jsou hráčům dostupné zdarma v podobě updatování jejich herního klienta.
Obvyklou náplní jednotlivých updatů je rozšiřování světa, nové předměty, schopnosti postav, nepřátelé či dokonce rasy herních postav a jejich povolání.

## Základní pojmy
- CH = clan hall, klanová hala.
- CP = combat point, stínové životy, použité při PvP. Ubírají se první, až potom zranění ubírá normální životy.
- CS = castle siege, bitva o hrad mezi klany nebo souboj klanu proti NPC (pokud hrad nikdo doposud nedobyl).
- Craft = povolání postavy, které umí vyrábět věci.
- Grade = (no grade, D grade, C grade, B grade, A grade, S grade, S80 grade a S84 grade, R, R95, R99) stupeň předmětů, rozděleno podle úrovně od kterého jej může postava používat. Čím vyšší stupeň, tím lepší předmět, ovšem pro každý stupeň musí postava mít dostatečnou úroveň (NG 1-19, D 20-39, C 40-51, B 52-60, A 61-75, S 76-79, S80 80-83, S84 84-85, R 85-94, R95 95-98 a R99 95-99). Pokud postava nosí předmět s vyšším stupněm, než dovoluje její úroveň, dostane postih v podobě snížení všech jejích vlastností.
- GK = gatekeeper, NPC umožňující teleportování mezi městy.
- Hero = hrdina, postava, která vyhraje olympiádu. Status hrdiny je udělován na jeden měsíc. Postava získá exkluzivní auru, dovednosti a předměty, za které si může kupovat jinak špatně dostupné svitky očarování na vylepšení zbraní a zbroje.
- L2, LA2 = Lineage 2.
- Noblesse = šlechtic, postava, která splnila speciální úkol a má patřičnou úroveň na hlavním i vedlejším povolání. Může se zúčastnit olympiády.
- Přestupák = speciální úkol, díky kterému se povolání postavy dostane na vyšší stupeň.
- Raidboss = silná nestvůra, k jejíž zabití je potřeba skupina hráčů.
- WB = World Boss, extra silní bossové k jejímž zabití je potřeba při nejmenším hodně dobrý klan či allianci. Je známo 8 World Bossů a to Antharas, Zaken, Baium, Ant Queen, Valakas, Core, Orfen, Frintezza. Někdy.Také známí jako EP (Epic Boss)
- Soulshot, Spirit shot, Blessed spirit shot (SS, SpS, BSpS) = speciální předmět, někdy nazýván jako náboj, díky kterému postava způsobuje větší zranění zbraní (v případě soulshotu), nebo zvyšuje účinek kouzel (v případě spiritshotů). Na zbraň stupně A potřebujete soulshoty stupně A atd., zvětšení Zranění je zhruba o 100 % k původnímu (tzn. bez soulshotu je např. zranění hodnotě 200, se soulshotem je zranění hodnotně na úrovni 400.) Blessed Spirit shoty zrychlují tzv. Cast time + sílu kouzla taktéž skoro dvojnásobně, tj. například vyvolání útočného kouzla Wind striku bez Bsps je cca 5 Sekund, a z bsps je to zhruba 3 sekundy, Bráno bez buffů.
- Spoil = povolání postavy, která umí získat lepší kořist ze zabitých nestvůr. Jediná třída u trpaslíků nebo jí později získat jako "Subclass" na jakékoliv postavě, kromě třídy craft.

## Servery
Hra Lineage II se hraje na řadě serverů. Na základě zeměpisné polohy jsou pro nás určené oficiální servery L2NA (USA a EU), avšak hraní na nich není blokováno na základě původu IP, což je praxe jinde ve světě. Dále existuje celá řada neoficiálních tzv. private-serverů. Na některých z těchto serverů jsou upravené tzv. raty, což je násobitel počtu získaných zkušeností (EXP), zkušenostních bodů (SP), šance na DROP (vypadnutí ze zabitého monstra) celých předmětů a množství získaných aden (měna ve světě L2). Zatímco na oficiálních serverech jsou raty na začátku nastaveny na 1×, na private-serverech se pohybují od 1× až do nekonečna.
Jelikož je už Lineage II Zdarma na oficiálních serverech , tak většina private-serverů je bez hráčů.